# پت هریسون
پت هریسون (به انگلیسی: Pat Harrison) سناتور سابق عضو حزب دموکرات ایالات متحده آمریکا بود. وی در سال ۱۹۱۹ تا ۱۹۴۱ میلادی سناتور ایالت میسیسیپی در سنای ایالات متحده آمریکا بود.